# Lepeostegeres acutibracteus
Lepeostegeres acutibracteus är en tvåhjärtbladig växtart som beskrevs av Danser. Lepeostegeres acutibracteus ingår i släktet Lepeostegeres och familjen Loranthaceae. Inga underarter finns listade i Catalogue of Life.